# Trenzano
Trenzano is een gemeente in de Italiaanse provincie Brescia (regio Lombardije) en telt 5122 inwoners (31-12-2004). De oppervlakte bedraagt 20,0 km², de bevolkingsdichtheid is 243 inwoners per km².

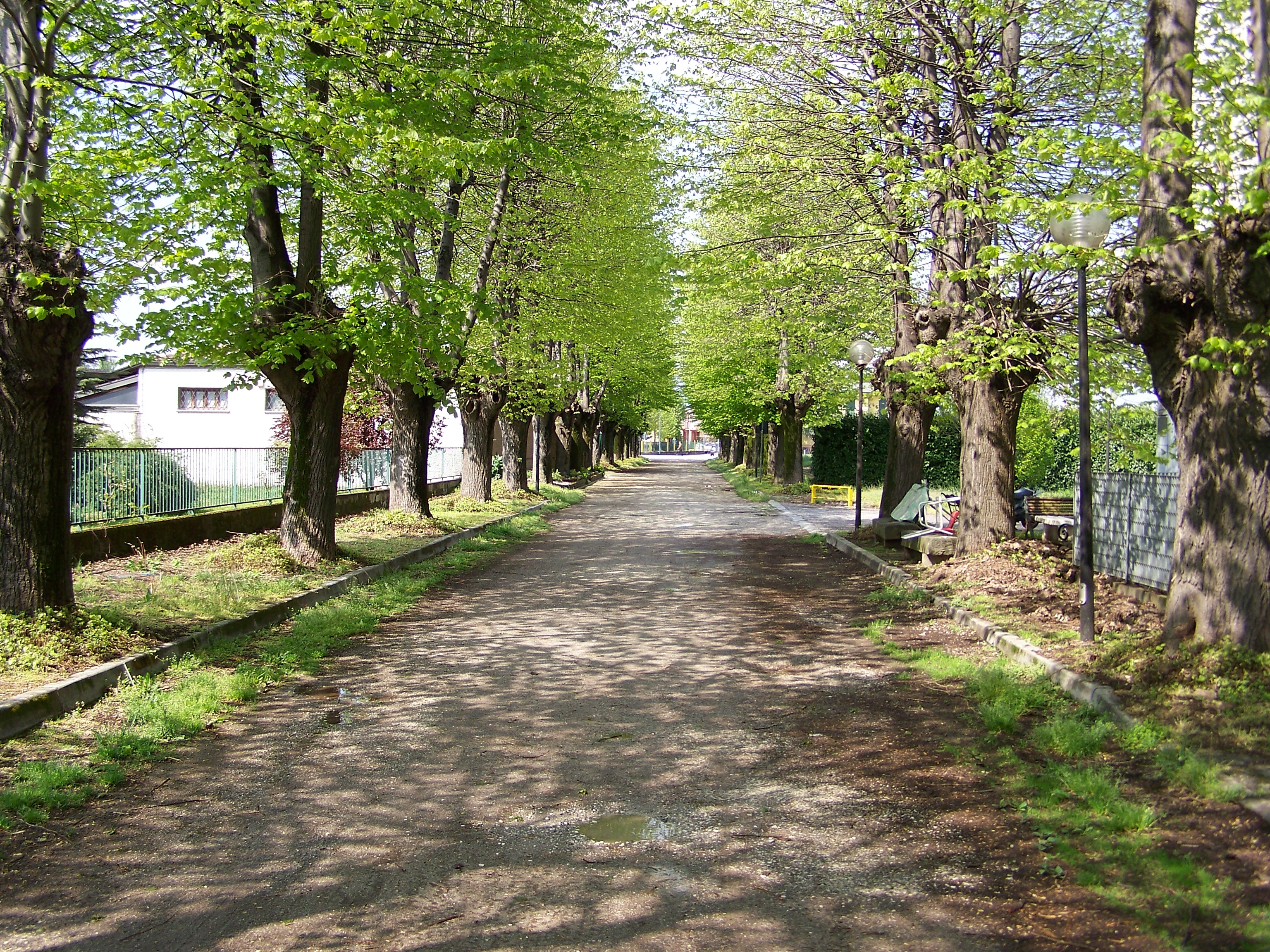
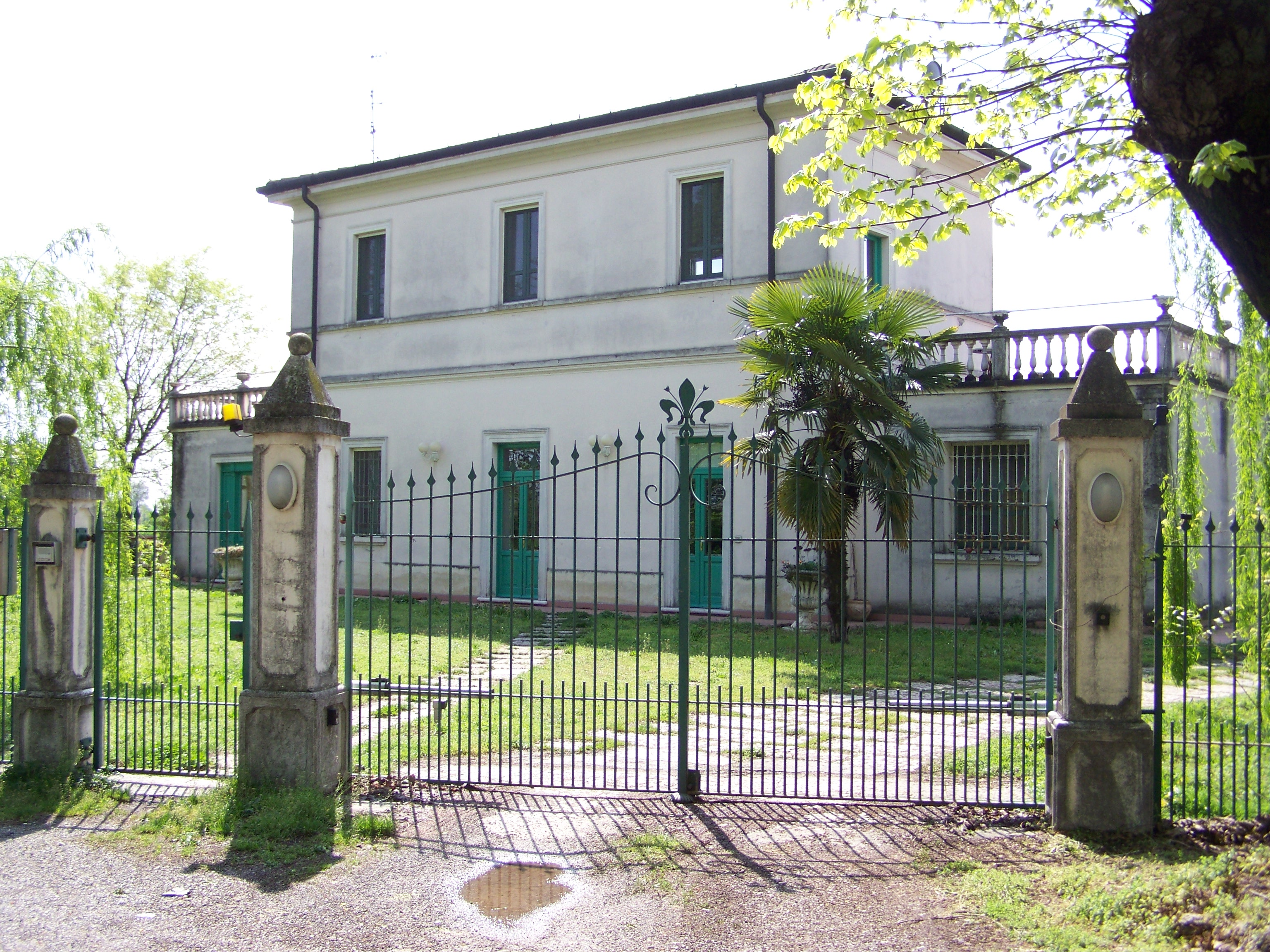
Station Trenzano-Cossirano

## Demografie
Trenzano telt ongeveer 1845 huishoudens. Het aantal inwoners steeg in de periode 1991-2001 met 8,3% volgens cijfers uit de tienjaarlijkse volkstellingen van ISTAT.
| Jaar | Inwoneraantal |
| ---- | ------------- |
| 1991 | 4478          |
| 2001 | 4848          |

## Geografie
Trenzano grenst aan de volgende gemeenten: Berlingo, Brandico, Castrezzato, Comezzano-Cizzago, Corzano, Maclodio, Rovato.